# 오빠는 풍각쟁이
〈오빠는 풍각쟁이〉는 일제강점기 조선의 가수 박향림이 1938년에 발매한 노래이다.
심술부리는 일상적인 남매집안 오빠들을 해학적으로 표현한 풍자 노래이다.

## 가사
1절
오빠는 풍각쟁이야, 머
오빠는 심술쟁이야, 머
난 몰라이 난 몰라이 내 반찬 다 뺏어 먹는거 난 몰라
불고기 떡볶이는 혼자만 먹고
오이지 콩나물만 나한테 주구
오빠는 욕심쟁이 오빠는 심술쟁이
오빠는 깍쟁이야
2절
오빠는 트집쟁이야, 머
오빠는 심술쟁이야, 머
난 실여 난 실여 내 편지 남 몰래 보는 것 난 실여
명치좌 구경갈 땐 혼자만 가구
심부름 시킬때면 엄벙땡하구
오빠는 핑계쟁이 오빠는 안달쟁이
오빠는 트집쟁이야
3절
오빠는 주정뱅이야, 머
오빠는 모주꾼이야, 머
난 몰라이 난 몰라이 밤늦게 술취해 오는것 난 몰라
날마다 회사에선 지각만하구
월급만 안 오른다구 짜증만 내구
오빠는 짜증쟁이 오빠는 모주쟁이
오빠는 대포쟁이야

## 같이 보기
- 트로트
- 일제강점기